# Radepont

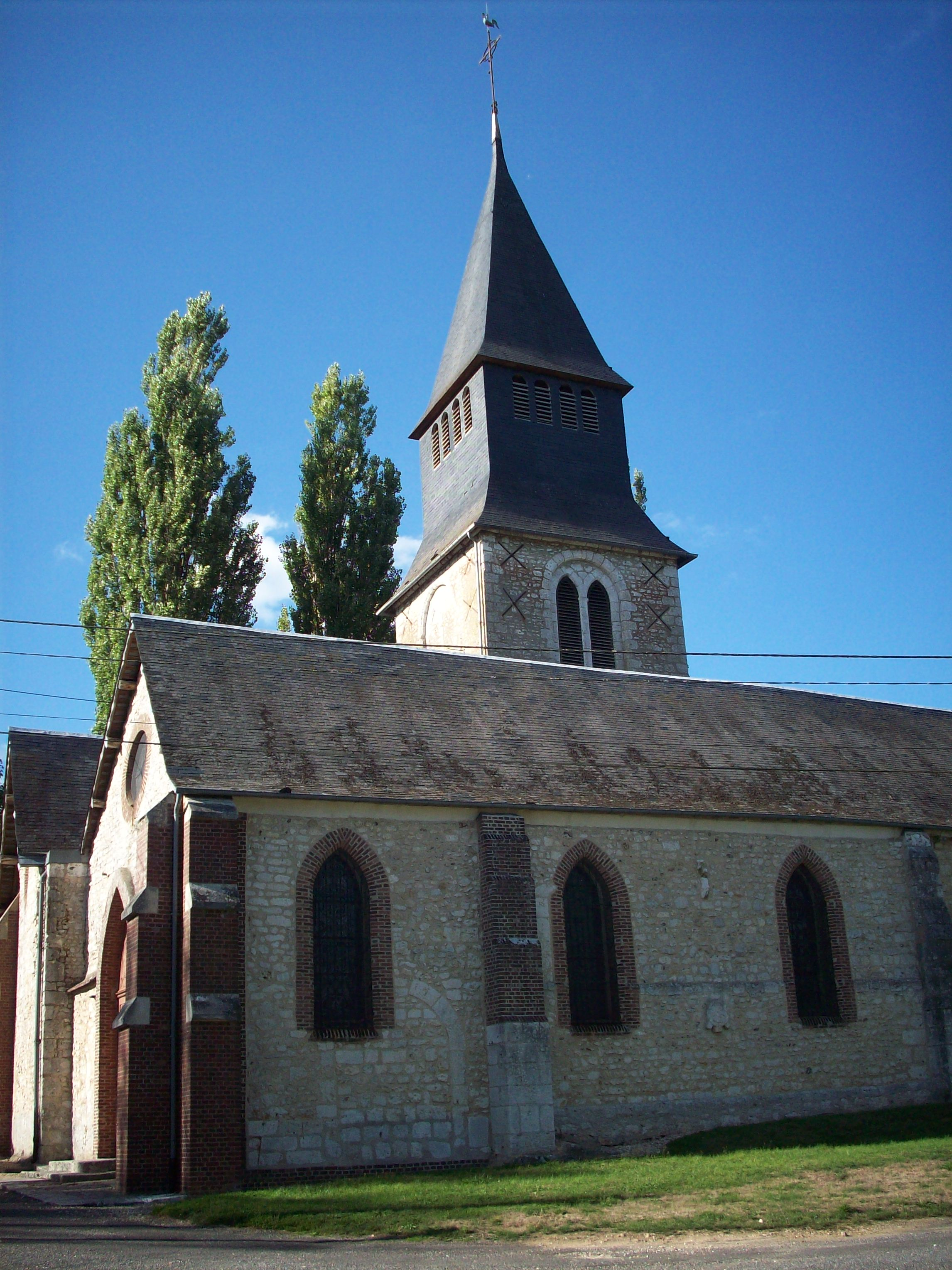
De Eglise Saint-Germain in Radepont

Radepont is een gemeente in het Franse departement Eure (regio Normandië) en telt 710 inwoners (1999). De plaats maakt deel uit van het arrondissement Les Andelys.

## Geografie
De oppervlakte van Radepont bedraagt 15,7 km², de bevolkingsdichtheid is 45,2 inwoners per km².
De onderstaande kaart toont de ligging van Radepont met de belangrijkste infrastructuur en aangrenzende gemeenten.

## Demografie
Onderstaande figuur toont het verloop van het inwonertal (bron: INSEE-tellingen).